# 서울대학교 축구부
서울대학교 축구부(영어: Seoul University  Football Club)는 서울대학교에서 운영하는 축구 종목 운동부이다.

## 역사
1946년 10월 15일 창단되었으며, 2009년부터 U리그에 참가하고 있다. 체육특기자들로 구성된 여타의 대학 축구부들과 달리 서울대학교 축구부는 선수들 대부분이 체육교육학을 전공하는 아마추어 학생들로 이뤄져 있는 것이 특징이다. 1980년대 초중반에는 대학부 축구의 강력한 다크호스였다는 평가를 받기도 했으며 1981년과 1984년에는 한국대학축구연맹(KUFC)이 주관하는 대학선수권대회(U리그 전신대회)에서 준우승하기도 하였다.

## 출신 유명 축구인
서울대학교 축구부가 배출한 역대 K리그 선수로는 강신우(대우 로얄즈 축구단, 1983년), 이용수(럭키금성 황소 축구단, 1984년), 황보관(유공 코끼리 축구단, 1988년), 양익전(유공 코끼리 축구단, 1989년), 이건엽(성남 FC, 2016년), 이정원(부천 FC 1995, 2017년) 등이 있다.

## 우승 기록
- 대학선수권대회

● 준우승 (2): 1981, 1984

## 기록과 통계

### 역대 시즌 통계
| 시즌          | 권역          | 팀수          | 순위          | 경기수        | 승            | 무            | 패            | 득            | 실            | 차            | 승점 | 감독   |
| ------------- | ------------- | ------------- | ------------- | ------------- | ------------- | ------------- | ------------- | ------------- | ------------- | ------------- | ---- | ------ |
| 2009          | 수도권        | 8             | 8위           | 14            | 0             | 0             | 14            | 6             | 72            | -66           | 0    | 강신우 |
| 2010          | 수도권A       | 12            | 12위          | 22            | 1             | 2             | 19            | 8             | 65            | -57           | 5    | 강신우 |
| 2011          | 수도권영동    | 10            | 10위          | 18            | 0             | 1             | 17            | 3             | 80            | -77           | 1    | 강신우 |
| 2012          | 중부1         | 9             | 9위           | 16            | 1             | 1             | 14            | 13            | 50            | -37           | 4    | 강신우 |
| 누적승점 10점 | 누적승점 10점 | 누적승점 10점 | 누적승점 10점 | 누적승점 10점 | 누적승점 10점 | 누적승점 10점 | 누적승점 10점 | 누적승점 10점 | 누적승점 10점 | 누적승점 10점 | 10   | 강신우 |
| 2013          | 중부4         | 9             | 9위           | 16            | 1             | 1             | 14            | 10            | 51            | -41           | 4    | 강신우 |
| 2014          | 2권역         | 7             | 6위           | 12            | 1             | 4             | 7             | 10            | 31            | -21           | 6    | 강신우 |
| 누적승점 20점 | 누적승점 20점 | 누적승점 20점 | 누적승점 20점 | 누적승점 20점 | 누적승점 20점 | 누적승점 20점 | 누적승점 20점 | 누적승점 20점 | 누적승점 20점 | 누적승점 20점 | 20   | 강신우 |
| 2015          | 3권역         | 8             | 8위           | 14            | 1             | 0             | 13            | 8             | 37            | -29           | 3    | 강신우 |
| 2016          | 5권역         | 8             | 8위           | 14            | 0             | 1             | 13            | 9             | 45            | -36           | 1    | 강신우 |
| 2016          | 5권역         | 8             | 8위           | 14            | 0             | 1             | 13            | 9             | 45            | -36           | 1    | 이인성 |
| 2017          | 4권역         | 7             | 7위           | 12            | 0             | 2             | 10            | 4             | 45            | -41           | 2    |        |
| 2018          | 4권역         | 8             | ?위           |               |               |               |               |               |               |               |      |        |
| 누적승점 30점 | 누적승점 30점 | 누적승점 30점 | 누적승점 30점 | 누적승점 30점 | 누적승점 30점 | 누적승점 30점 | 누적승점 30점 | 누적승점 30점 | 누적승점 30점 | 누적승점 30점 | ?    |        |

### 구단 주요 기록
| 기록 | 일자            | 경기상대                | 경기내용 |
| ---- | --------------- | ----------------------- | -------- |
| 1승  | 2010년 9월 9일  | 선문대학교 축구부       | 홈 1:0   |
| 2승  | 2012년 9월 7일  | 호서대학교 축구부       | 홈 1:0   |
| 3승  | 2013년 9월 27일 | 국제사이버대학교 축구부 | 홈 5:2   |
| 4승  | 2014년 9월 26일 | 원광디지털대학교 축구부 | 원정 3:2 |
| 5승  | 2015년 5월 8일  | 세종대학교 축구부       | 홈 2:1   |
| 6승  | 2018년 5월 4일  | 예원예술대학교 축구부   | 홈 1:0   |

## 유명 동문
- 황보관 (1988년 AFC 아시안컵, 1990년 FIFA 월드컵 출전
- 김진짜 (유투버,뭉찬3출연중)